# 伊万·托马斯
伊万·托马斯（英語：Iwan Thomas，1974年1月5日—），英国男子田径运动员，主攻短跑。他曾代表英国参加1996年和2000年夏季奥林匹克运动会田径比赛，其中1996年奥运会获得一枚银牌。